# Мещеряков, Андрей Михайлович
Андре́й Миха́йлович Мещеряко́в (род. 9 февраля 1978, Воскресенск, Московская область, РСФСР, СССР) — российский серийный убийца и грабитель, убивший 5 женщин осенью 2002 года в Московской области.

## Биография

### Детство и юность
Андрей Мещеряков родился 9 февраля 1978 года в городе Воскресенске Московской области. В семье Мещеряковых были хорошие отношения, у Андрея было два брата. До серии убийств он абсолютно не был связан с криминальным миром. По окончании средней школы он отслужил в армии, затем закончил ПТУ по специальности «газоэлектросварщик». Работал водителем в автотранспортном предприятии Воскресенска, имел безупречные характеристики. Однако, как впоследствии рассказали следователям родители Мещерякова, он ещё в детстве перенёс черепно-мозговую травму, и до конца негативные последствия этого преодолеть так и не удалось. В армии Мещеряков лежал в госпитале с нервным расстройством, а потом заболел сахарным диабетом. Друзья отмечали, что Мещеряков был довольно замкнутым и малообщительным человеком. Но никто из его знакомых не мог поверить в то, что впоследствии он станет убийцей.

### Убийства
Первое убийство Мещеряков совершил 4 сентября 2002 года в районе Томилинского лесопарка. Подсадив себе в машину под видом таксиста 17-летнюю девушку, он завёз её в лес, убил, затем забрал деньги и ценности и оставил труп на так называемой «Поляне невест», где весьма любили уединяться влюблённые парочки. В тот же день труп был обнаружен. Затем Мещеряков совершил ещё 4 убийства: 17 сентября, 20 сентября, 10 октября и 8 ноября. Все они были совершены с тем же почерком: убийца говорил своим жертвам, что во время установки газобаллонного оборудования в его машину произошла ошибка, и ему надо пересесть на заднее сиденье, чтобы подкрутить винты. Сев на заднее сиденье, Мещеряков накидывал жертвам на шеи буксировочный трос, лежавший в машине, и душил их. У всех убитых он забирал деньги и ценности, которые впоследствии частично дарил сожительнице, родным и знакомым, а частично продавал.

### Арест, следствие и суд
Мещеряков был впервые задержан 14 октября, ещё до последнего убийства, у Казанского вокзала в Москве, где пытался продать вещи убитых. Однако он настоял на том, что эти вещи купил у неизвестного мужчины. Никаких доказательств против него не было, и сотрудникам милиции пришлось его отпустить.
12 ноября Мещеряков попытался задушить шестую жертву, но та, сопротивляясь, повредила ему машину, разбив лобовое стекло и переднюю панель. Мещеряков потребовал от неё компенсации в виде ремонта и денег. Пассажирка согласилась, но на первом же посту ГАИ машина была остановлена, и потерпевшая незамедлительно сообщила о произошедшем на неё нападении. Так Мещеряков был задержан во второй раз.
Первоначально Мещеряков признался лишь в попытке убийства последней жертвы, но когда всплыл факт его предыдущего ареста по подозрению в серии убийств, то сознался и в остальных убийствах. Несмотря на обнаруженные у Мещерякова в ходе судебно-медицинской экспертизы психопатоподобные расстройства, он был признан вменяемым, поскольку мог полностью отдавать отчёт своим действиям в инкриминируемых ему деяниях. В сентябре 2003 года Московский областной суд приговорил его к 25 годам лишения свободы вместо пожизненного заключения, которого требовало обвинение, так как присяжные заседатели приняли решение, что Мещеряков заслуживает снисхождения. Одновременно ему было назначено принудительное амбулаторное лечение у психиатра. Мещеряков в последнем слове плакал и просил прощения за 5 совершённых им убийств, полностью признав свою вину. Верховный суд России оставил приговор без изменения.

## В массовой культуре
- Документальный фильм «Весенний марафон» из цикла «Криминальная Россия» (2006)[прим. 1]
- Документальный фильм «Дамский душитель» из цикла «Доказательства вины» (2008)
- Документальный фильм «Убежать от маньяка» из цикла «5 историй» (2009)